# Poděčely
Poděčely jsou malá vesnice a část městyse Chroustovice v okrese Chrudim. Nachází se asi 2,5 kilometru jihovýchodně od Chroustovic. Poděčely jsou také název katastrálního území o rozloze 0,97 km².

## Historie
První písemná zmínka o vesnici pochází z roku 1418.